# Lina Jonn

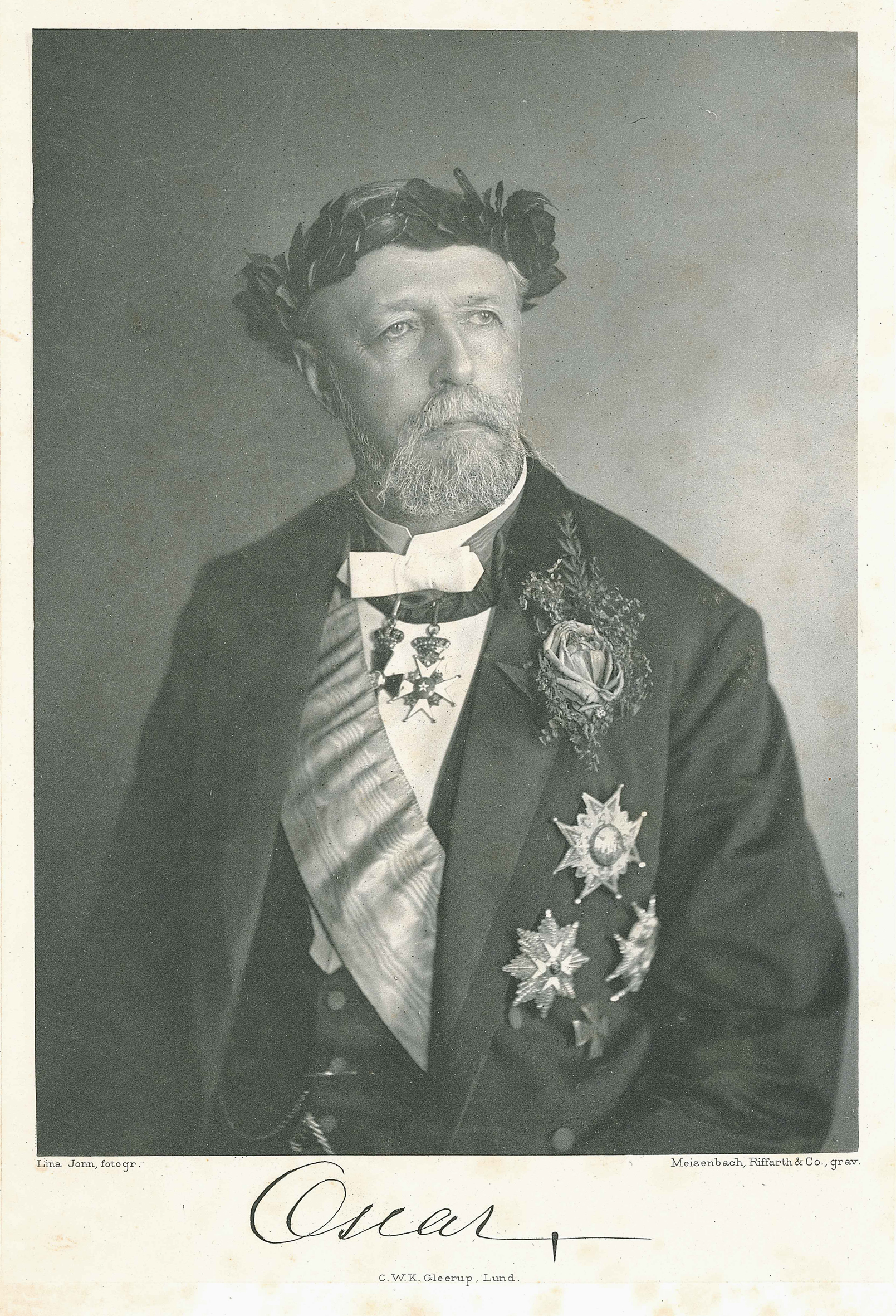
Lina Jonns uppmärksammade fotografi av kung Oscar II från doktorspromotionen 1893. Blomsterarrangemanget på slaget ingick inte i monarkens ursprungliga frackdekorationer utan sattes dit särskilt för fotograferingen av Olga Fürst, maka till Carl Magnus Fürst.

Lina Jonn (ursprungligen Carolina Johnsson), född den 8 mars 1861 i Stora Råby, död den 25 december 1896 i Norge, var en svensk ateljéfotograf.

## Barndom och familjebakgrund
Lina Jonn var det sjätte av sju barn till arrendebonden Jöns Johnsson i Stora Råby och dennes hustru Hanna Pålsdotter. Då Lina var fjorton år flyttade familjen till Lund där fadern öppnade en kvarnrörelse under namnet "Franska Ångqvarn". Han avled dock redan senare samma år, och den äldste sonen Jonas (1851–1923) blev ny huvudman för familjen och förmyndare för sina systrar. Trots faderns tidiga bortgång kunde syskonen Johnsson/Jonn etablera sig väl i samhället. Bröderna Jonas och Paul blev bankkamrer respektive ingenjör, och av systrarna blev Anna gift med en landstingsman, Erika blev konstnär och de tre återstående, Hanna, Maria och Lina, kom alla att ägna sig åt fotografyrket.

## Utbildning och karriär
Efter sin konfirmation 1877 började Lina arbeta som guvernant, och kom under de närmaste åren att varva detta med språkstudier såväl i Sverige som i Schweiz. 1880–1881 arbetade hon ett tag som musik-, språk- och teckningslärarinna vid en flickpension i Leicester i England. En önskan om att bli sadla om till gymnast 1884 stupade dock på grund av hennes dåliga rygg. I stället bedrev hon fortsatta utlandsstudier i såväl språk som måleri. Det var också under denna tid hon utbildade sig till fotograf, bland annat i Paris.
I slutet av 1880-talet flyttade Lina Jonn tillfälligt till Helsingborg för att bistå brodern Paul i dennes hushåll. Parallellt inledde hon ett samarbete med en fotograf i staden, Alexiz Brandt, och i april 1890 blev Brandt och Jonn kompanjoner. Även om firman hette "Alexiz Brandt & Co." utvisar samtida källor att det i praktiken var Jonn som var ägaren. Hennes systrar Hanna och Maria involverades också som medarbetare i rörelsen.
Påföljande år beslöt Lina Jonn dock att sätta upp en helt egen fotoateljé hemma i Lund, vilken öppnade i augusti 1891 på Bantorget 6, ånyo med systrarna som medarbetare. Också ett par blivande kända manliga lundafotografer, Per Bagge (1866–1936) och Albert W. Rahmn, började sina karriärer som anställda hos Lina Jonn, vars rörelse snabbt blev mycket framgångsrik. Bland ateljéns kunder märktes ett stort antal av tidens framträdande lundaakademiker, men Lina Jonn förevigade också "vanligt folk" i vardagliga poser och miljöer.
Ateljéns främsta inriktning var på porträttfotografering, men Lina Jonn tog också i allt större utsträckning med sin kamera ut för att dokumentera miljöer och händelser i staden. Ett nationellt genombrott fick Jonn då hon i samband med doktorspromotionen 1893 fick möjlighet att ta ett officiellt fotografi av den gästande hedersdoktorn kung Oscar II, vilket senare bland annat trycktes i den officiella jubileumshistorik Lunds universitet utgav vid konungens 25-åriga regeringsjubileum. Jonn vann också priser vid flera nationella fototävlingar och utställningar, bland annat ett delat förstapris i en tävling arrangerad av tidningen Idun 1896. 

## Giftermål och död
Under en resa till Norge 1893 hade Lina Jonn lärt känna den 16 år äldre lantbrukaren och förlikningskommissarien Gudbrand Tandberg (död 1908) och häftigt förälskat sig i honom. Flera år av intensiv korrespondens (samt enstaka möten) mellan parterna följde, men bland annat på grund av Tandbergs ekonomiska problem kunde paret gifta sig först den 12 december 1895. Bröllopet ägde rum i Norderhov. Året därpå födde Lina Jonn parets enda barn, den blivande fysikern och lundaprofilen John Tandberg, men avled själv mindre än två månader därefter i hjärtsvikt.

## Arvet efter Lina Jonn
I samband med sin avresa till Norge hade Lina Jonn överlåtit sin fotorörelse till systern Maria (1855–1910). Hon sålde i sin tur själva ateljén på Bantorget till den tidigare medarbetaren Per Bagge (vilken drev den under namnet "Lina Jonns efterträdare" fram till 1903 och därefter under sitt eget) och flyttade i stället den egna firman till nybyggda lokaler på Stora Gråbrödersgatan 12 (huset där denna inrymdes pryds alltjämt av en fasaddekoration i form av en kamera och namnet "Jonn"). Hon öppnade senare även filialer i Malmö och Arlöv. Efter Marias död 1910 övertogs denna firma formellt av systern Erika men drevs i praktiken av medarbetaren Ida-Maria Ekelund, vilken 1919 också blev dess ägare.
År 2002 uppmärksammade Kulturen i Lund systrarna Lina och Erika Jonn med en särskild utställning betitlad "Längtan". Utöver från Kulturens egna samlingar kom många av fotografierna på utställningen från Akademiska Föreningens Arkiv & Studentmuseum. Jonn finns även representerad vid bland annat Nationalmuseum och Moderna museet i Stockholm.
Ett Pågatåg tillverkat 2013 gavs namnet Lina Jonn.
16 september 2023 avtäcktes en en minnesplatta vid Bantorget i Lund där Lina Jonn hade sin ateljé.

## Galleri: fotografier från Lina Jonns ateljé

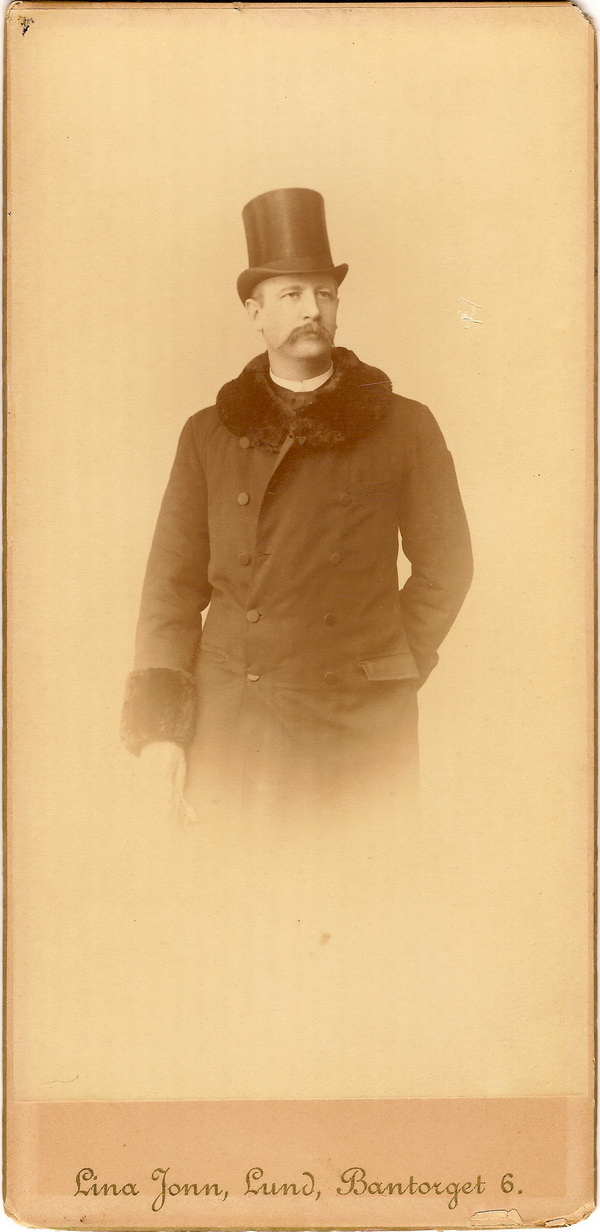
Medicinprofessorn Carl Magnus Fürst.
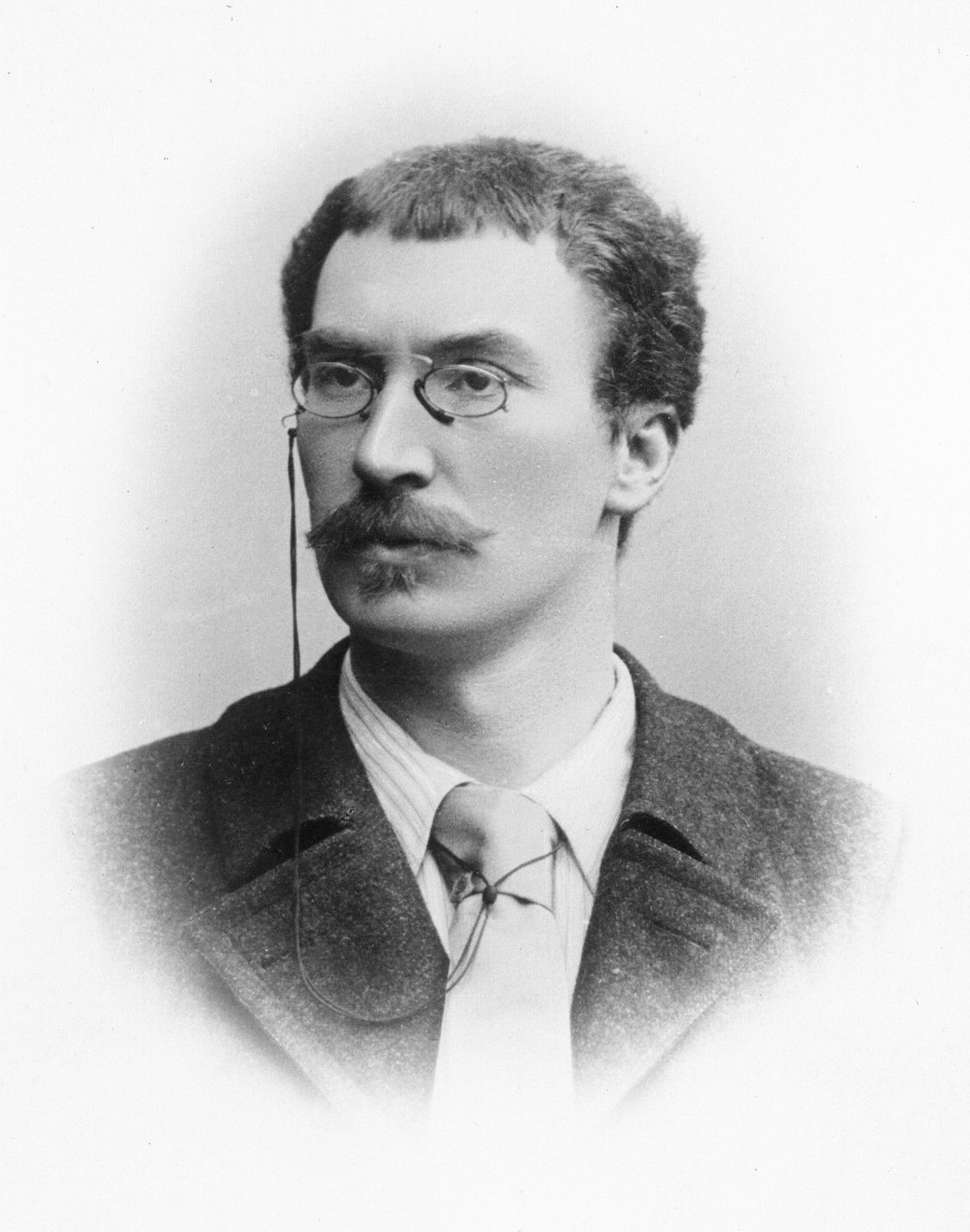
Kulturen-grundaren Georg J:son Karlin.
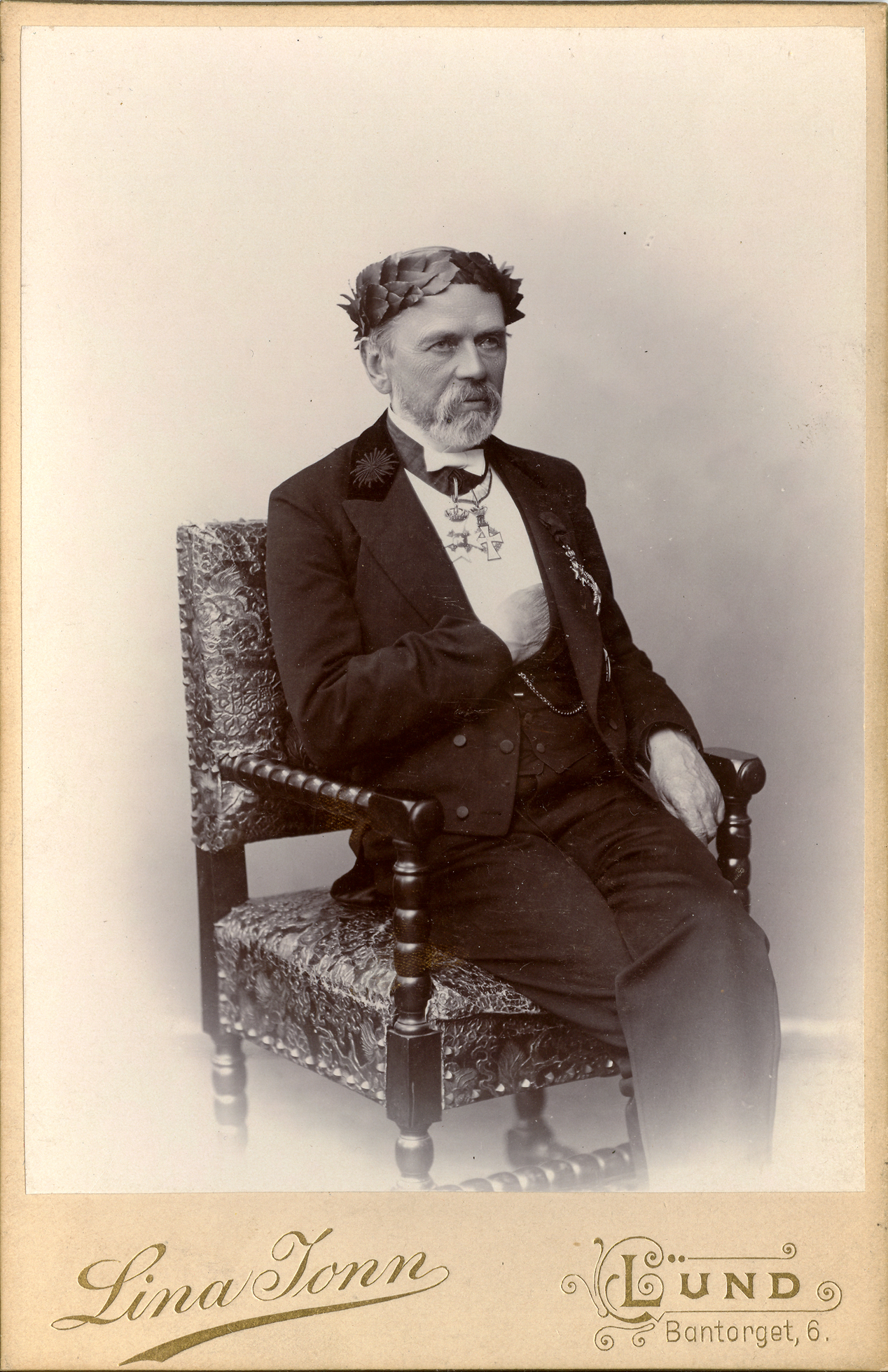
Estetikprofessorn Gustaf Ljunggren.
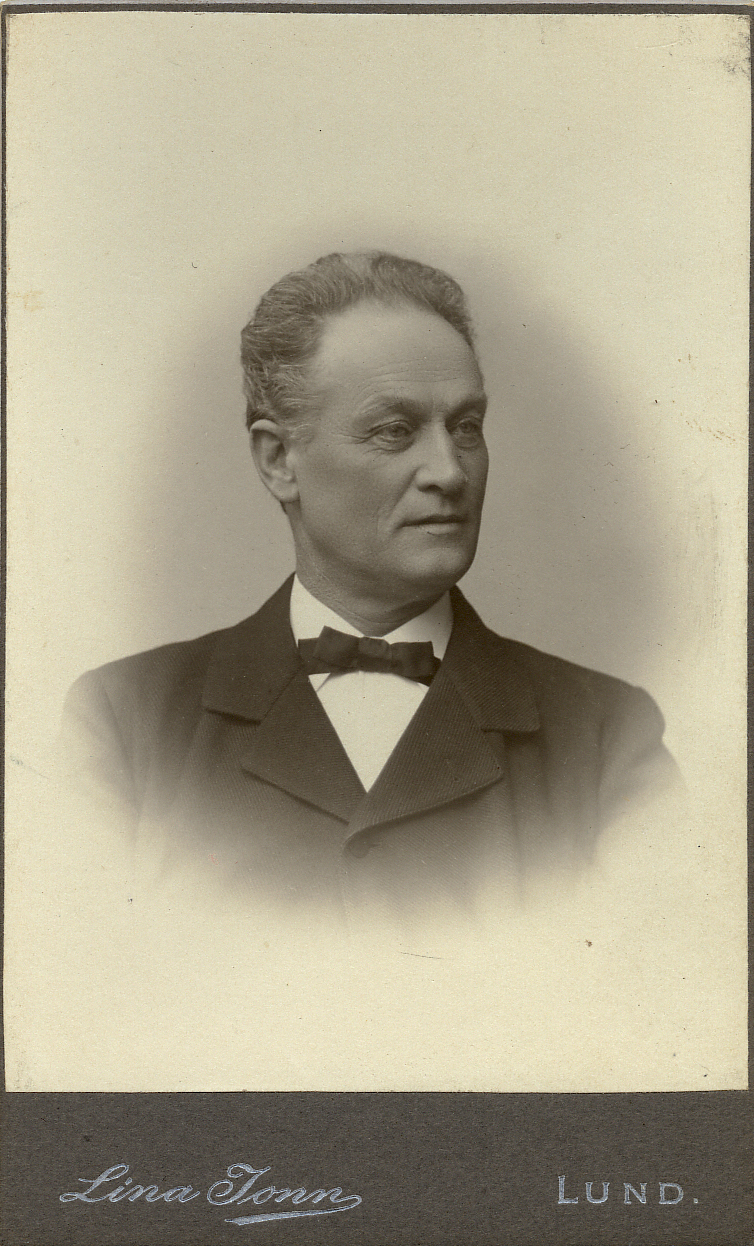
Historieprofessorn Martin Weibull.
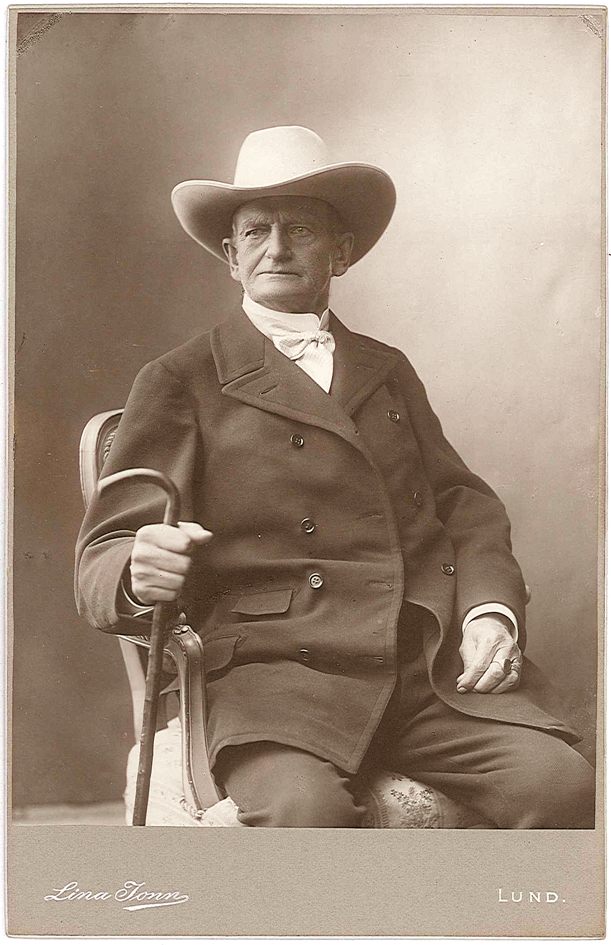
Statsminister Arvid Posse.
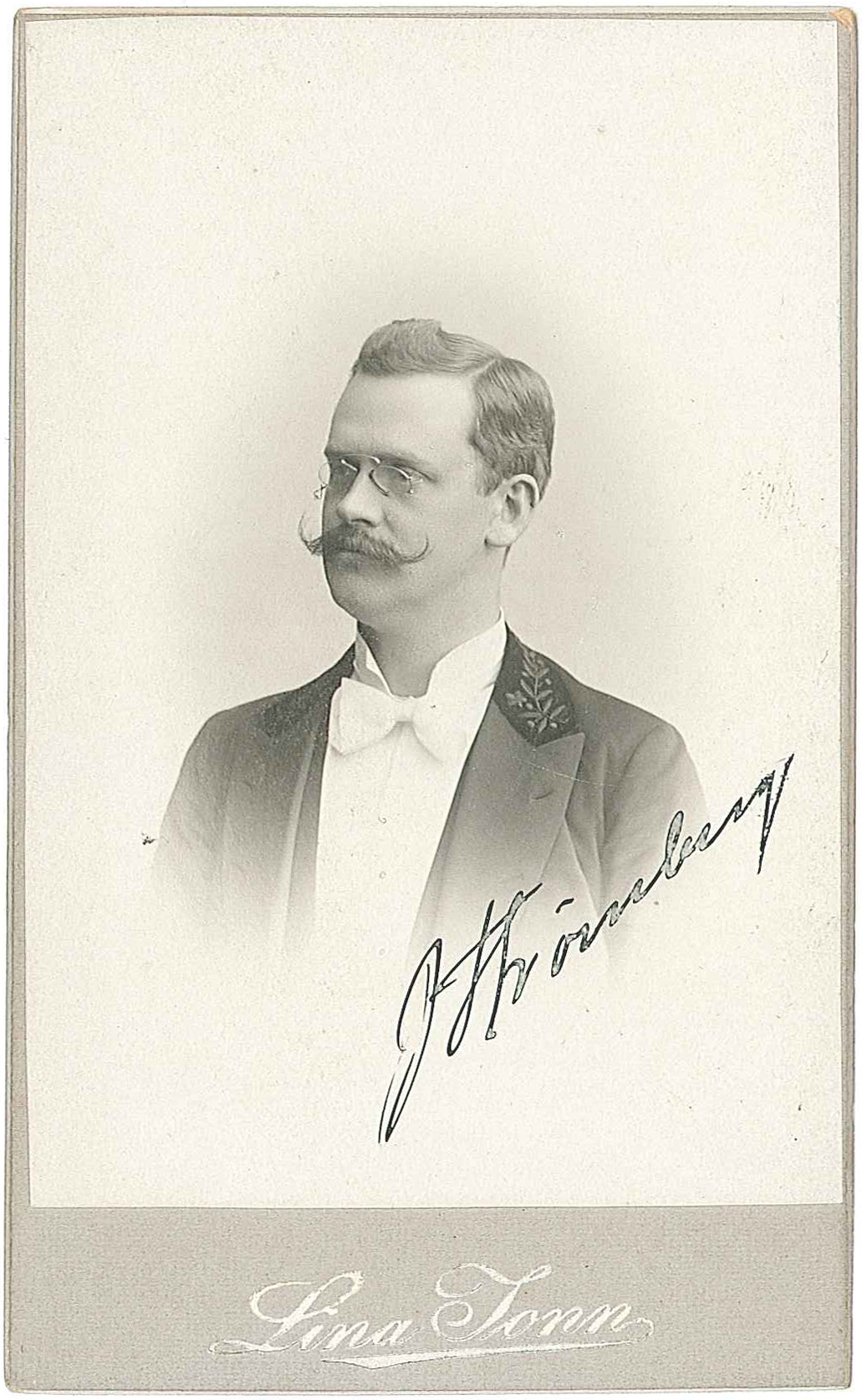
Spykens rektor Johannes Strömberg.
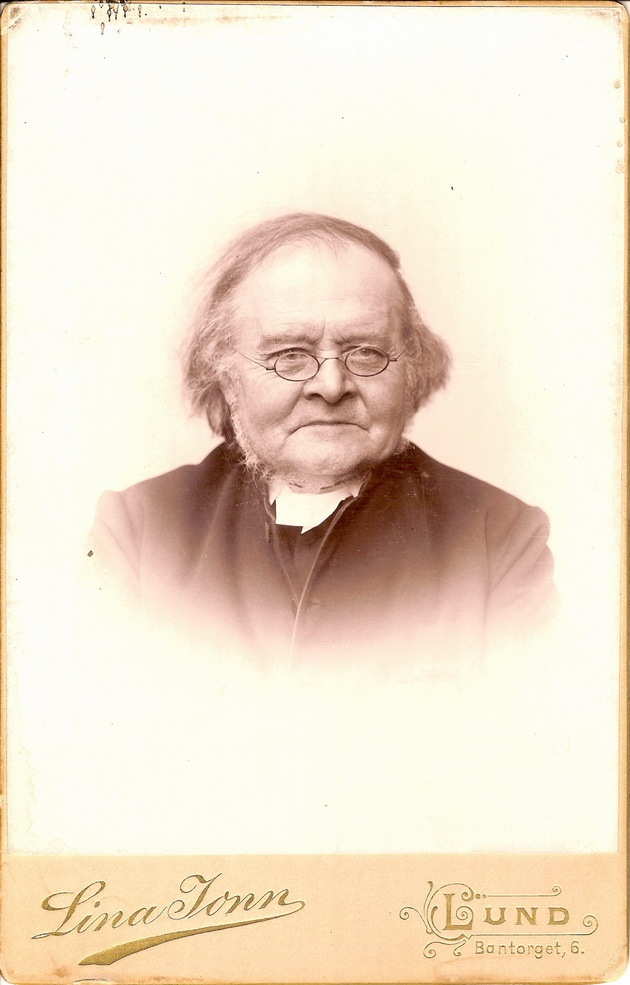
Teologiprofessorn Carl Wilhelm Skarstedt.
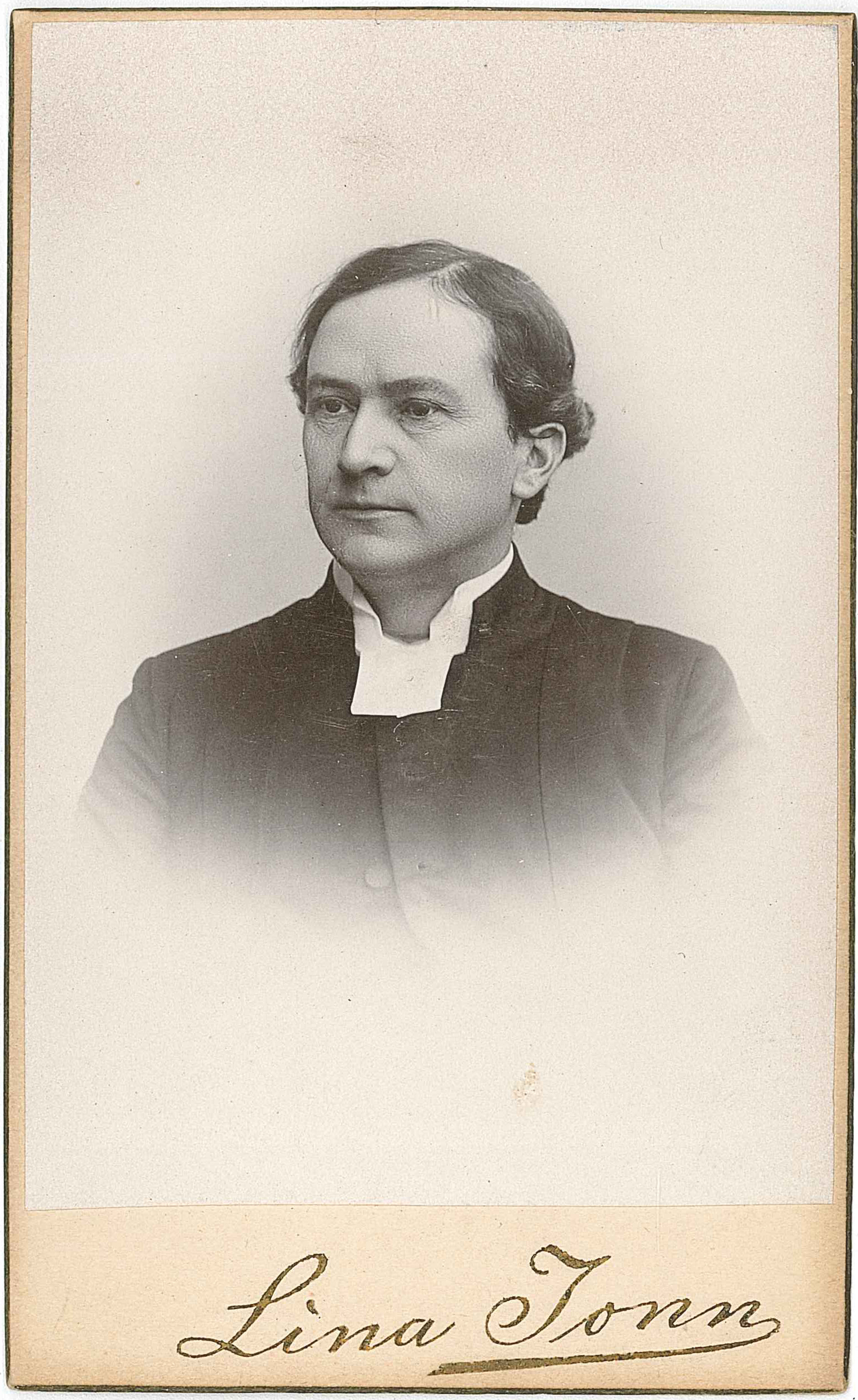
Teologen Magnus Pfannenstill.
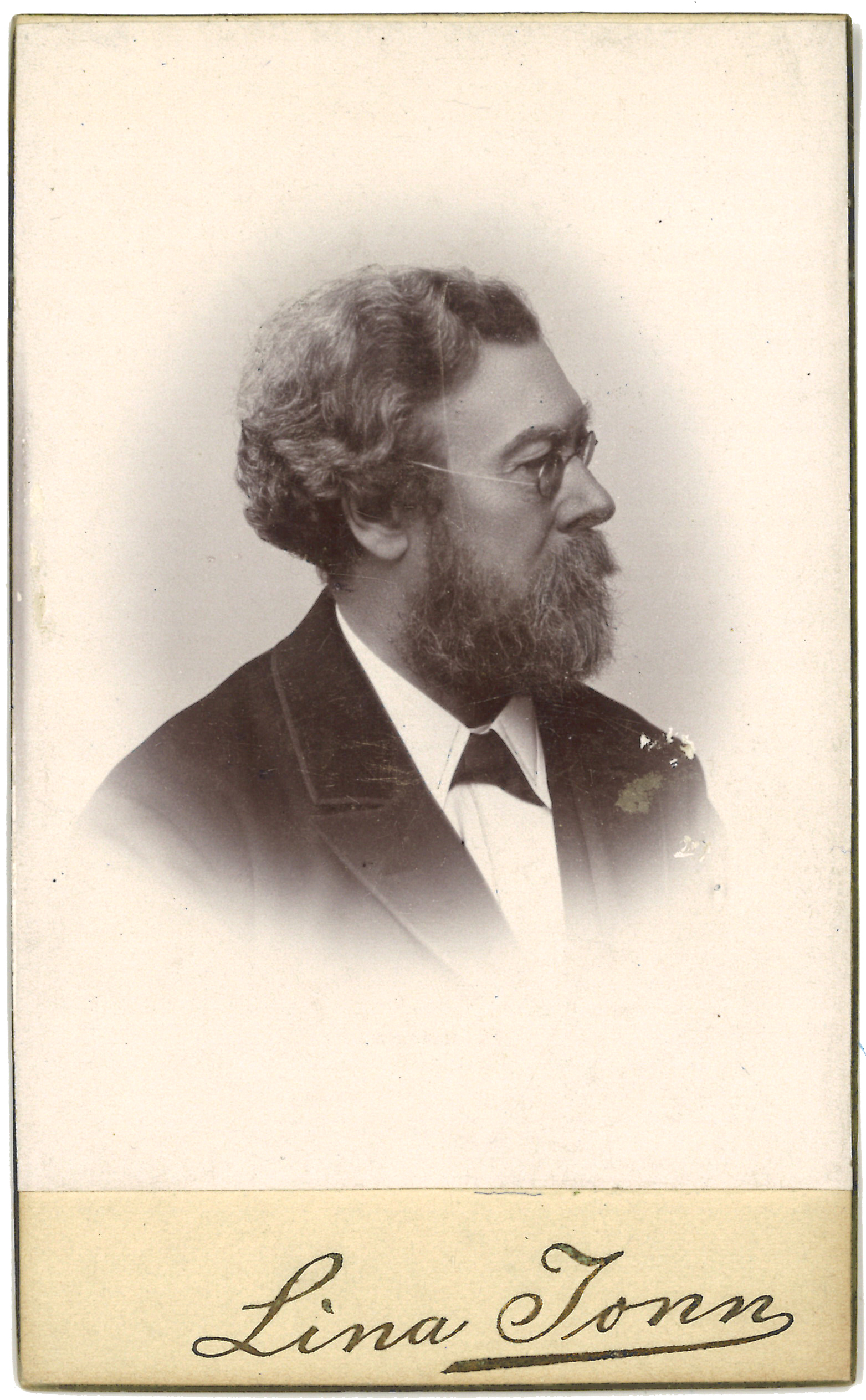
Kemisten Johan Lang.
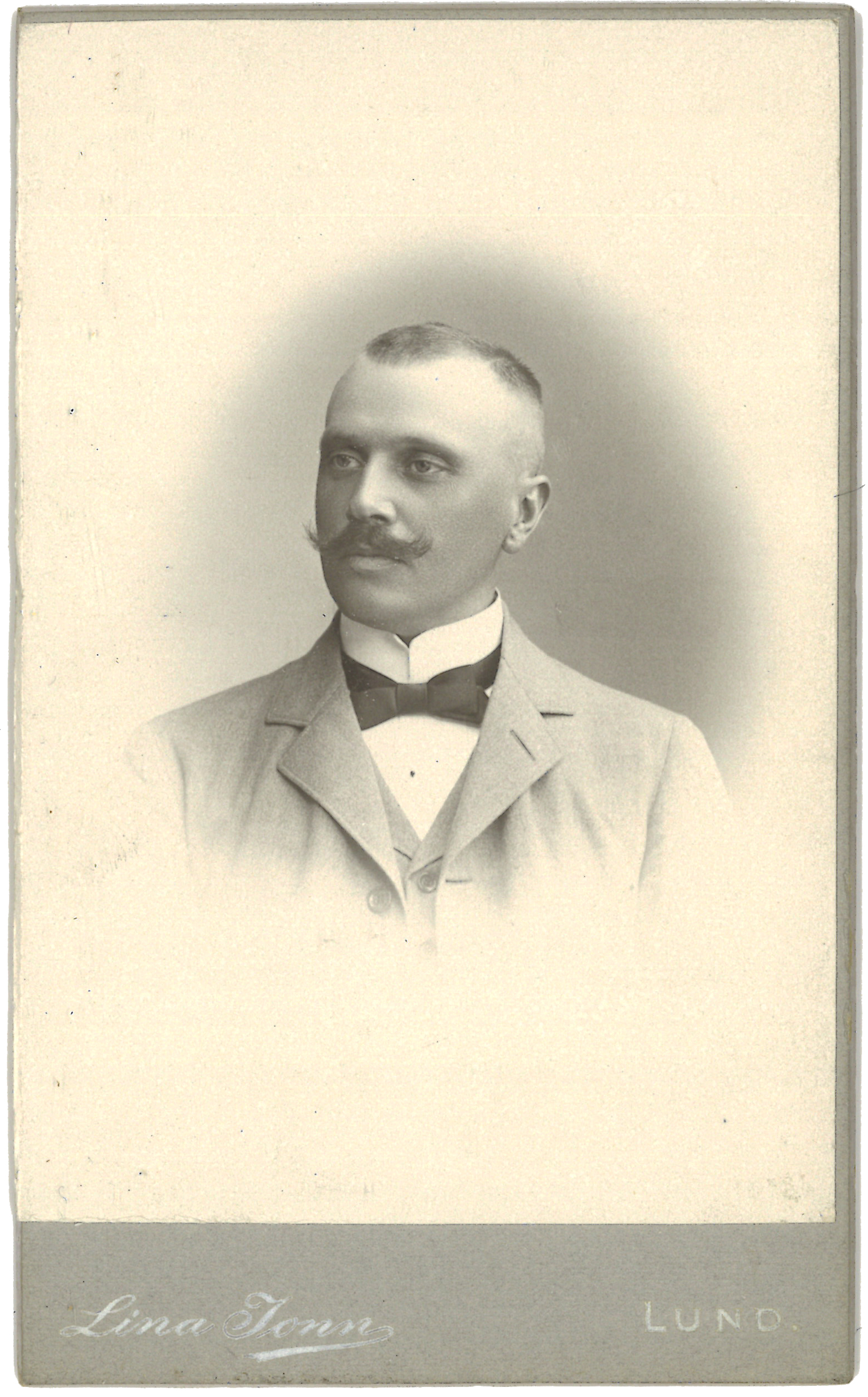
Juristen Ernst A. Kallenberg.